# Coupe d'Europe de ski alpin 1990-1991
La Coupe d'Europe de ski alpin 1990-1991 est la 20e édition de la Coupe d'Europe de ski alpin, compétition de ski alpin organisée annuellement par la Fédération internationale de ski. Ce sont l'Autrichienne Alexandra Meissnitzer et l'Allemand Tobias Barnerssoi ex aequo avec l'Autrichien Markus Eberle qui remportent les classements généraux.

## Classement général
| Rang | Nom               | Points |
| ---- | ----------------- | ------ |
| 1    | Tobias Barnerssoi | 123    |
| 1    | Markus Eberle     | 123    |
| 3    | Michael Gufler    | 109    |
| 4    | Dietmar Thöni     | 096    |
| 5    | Fabrizio Tescari  | 083    |
| 6    | Matteo Belfrond   | 082    |
| 6    | Christophe Plé    | 082    |
| 8    | Franz Retzer      | 080    |
| 9    | Hans Pieren       | 078    |
| 100  | Urs Lehmann       | 077    |

| Rang | Nom                    | Points |
| ---- | ---------------------- | ------ |
| 1    | Alexandra Meissnitzer  | 250    |
| 2    | Manuela Lieb           | 197    |
| 3    | Katrin Neuenschwander  | 183    |
| 4    | Annelise Coberger      | 148    |
| 5    | Michaela Dorfmeister   | 137    |
| 6    | Christine von Grünigen | 119    |
| 7    | Urška Hrovat           | 116    |
| 8    | Gabriela Zingre-Graf   | 111    |
| 9    | Barbara Brlec          | 099    |
| 100  | Karin Köllerer         | 093    |

## Classements de chaque discipline
Les noms en gras remportent les titres des disciplines.

### Descente
| Rang | Nom               | Points |
| ---- | ----------------- | ------ |
| 1    | Christophe Plé    | 82     |
| 2    | Urs Lehmann       | 77     |
| 3    | Bernd Simonlehner | 70     |
| 4    | Hannes Trinkl     | 65     |
| 5    | Franco Cavegn     | 51     |

| Rang | Nom                  | Points |
| ---- | -------------------- | ------ |
| 1    | Gabriele Papp        | 60     |
| 2    | Michaela Dorfmeister | 51     |
| 3    | Svetlana Gladycheva  | 50     |
| 4    | Marie-Pierre Schule  | 44     |
| 5    | Isabel Picenoni      | 42     |

### Super G
| Rang | Nom            | Points |
| ---- | -------------- | ------ |
| 1    | Jérôme Noviant | 53     |
| 2    | Marco Hangl    | 48     |
| 3    | Franz Retzer   | 47     |
| 4    | Richard Kröll  | 40     |
| 5    | Didier Paget   | 34     |

| Rang | Nom                   | Points |
| ---- | --------------------- | ------ |
| 1    | Alexandra Meissnitzer | 96     |
| 2    | Michaela Dorfmeister  | 82     |
| 3    | Andrea Salvenmoser    | 69     |
| 4    | Manuela Lieb          | 56     |
| 4    | Regina Häusl          | 56     |

### Géant
| Rang | Nom               | Points |
| ---- | ----------------- | ------ |
| 1    | Tobias Barnerssoi | 123    |
| 2    | Patrick Wirth     | 75     |
| 3    | Hans Pieren       | 72     |
| 4    | Matteo Belfrond   | 065    |
| 5    | Markus Eberle     | 058    |

| Rang | Nom                   | Points |
| ---- | --------------------- | ------ |
| 1    | Alexandra Meissnitzer | 119    |
| 2    | Barbara Brlec         | 99     |
| 3    | Marianne Aam          | 77     |
| 4    | Manuela Lieb          | 072    |
| 5    | Marcella Biondi       | 066    |

### Slalom
| Rang | Nom                 | Points |
| ---- | ------------------- | ------ |
| 1    | Dietmar Thöni       | 70     |
| 2    | Alain Untergassmair | 64     |
| 3    | Dietmar Köhlbichler | 61     |
| 4    | Fabrizio Tescari    | 61     |
| 5    | Oliver Kuenzi       | 59     |
| 5    | Christophe Berra    | 59     |

| Rang | Nom                    | Points |
| ---- | ---------------------- | ------ |
| 1    | Annelise Coberger      | 148    |
| 2    | Katrin Neuenschwander  | 125    |
| 3    | Christine von Grünigen | 106    |
| 4    | Gabriela Zingre-Graf   | 086    |
| 5    | Manuela Lieb           | 069    |